# 붐샤카라카
《붐샤카라카》는 2016년 9월 15일에 KBS2에서 추석 특집으로 방송된 연예인 댄스 배틀 프로그램이다. 시청률은 닐슨코리아 기준 5.0%로 집계됐다.